# Лејкшор (Онтарио)
Лејкшор (енгл. Lakeshore) је градић у Канади у покрајини Онтарио. Према резултатима пописа 2011. у граду је живело 34.546 становника.

## Становништво
Према резултатима пописа становништва из 2011. у граду је живело 34.546 становника, што је за 3,9% више у односу на попис из 2006. када је регистровано 33.245 житеља.
| 2006.  | 2011.  |
| ------ | ------ |
| 33.245 | 34.546 |